# México en los Juegos Paralímpicos de Nueva York y Stoke Mandeville 1984
México estuvo representado en los Juegos Paralímpicos de Nueva York y Stoke Mandeville 1984 por un total de 54 deportistas, 40 hombres y 14 mujeres.

## Medallistas
El equipo paralímpico mexicano obtuvo las siguientes medallas:
| Nombre                      | Deporte      | Evento                       |
| --------------------------- | ------------ | ---------------------------- |
| Oro                         |              |                              |
| Juana Soto                  | Atletismo    | Maratón 5 femenino           |
| Juana Soto                  | Atletismo    | Pentatlón 5 femenino         |
| Gregoria Gutiérrez          | Atletismo    | Disco 1C femenino            |
| Eduardo Monsalvo            | Atletismo    | 100 m 1C masculino           |
| Eusebio Valdez              | Atletismo    | 100 m 2 masculino            |
| Jorge Luna                  | Atletismo    | 200 m 2 masculino            |
| Plata                       |              |                              |
| Gregoria Gutiérrez          | Atletismo    | 100 m 1C femenino            |
| Gregoria Gutiérrez          | Atletismo    | 200 m 1C femenino            |
| Gregoria Gutiérrez          | Atletismo    | 400 m 1C femenino            |
| Gregoria Gutiérrez          | Atletismo    | Jabalina 1C femenino         |
| Dora Elia García            | Atletismo    | 200 m 2 femenino             |
| Juana Soto                  | Atletismo    | 5000 m 5 femenino            |
| Esperanza Belmont           | Atletismo    | Maratón 5 femenino           |
| Gaxiola Goerne Chico        | Atletismo    | Peso C3 femenino             |
| Francisco de las Fuentes    | Atletismo    | Eslalon 1A masculino         |
| Francisco de las Fuentes    | Atletismo    | Maza 1A masculino            |
| Ignacio Juárez              | Atletismo    | 20 m (brazo) C2 masculino    |
| Eduardo Monsalvo            | Atletismo    | 800 m 1C masculino           |
| Cornelio Núñez              | Atletismo    | Pentatlón 3 masculino        |
| Gerardo López               | Atletismo    | Balón medicinal C2 masculino |
| Bronce                      |              |                              |
| Gregoria Gutiérrez          | Atletismo    | 800 m 1C femenino            |
| Gregoria Gutiérrez          | Atletismo    | Eslalon 1C femenino          |
| Gregoria Gutiérrez          | Atletismo    | Peso 1C femenino             |
| Juana Soto                  | Atletismo    | 100 m 5 femenino             |
| Juana Soto                  | Atletismo    | 1500 m 5 femenino            |
| Ana Beatriz Cisneros        | Atletismo    | 800 m 5 femenino             |
| Ana Beatriz Cisneros        | Atletismo    | Pentatlón 5 femenino         |
| Carmen del Márquez          | Atletismo    | 100 m B3 femenino            |
| María de los Ángeles Valdez | Atletismo    | 400 m 3 femenino             |
| Dora Elia García            | Atletismo    | Maratón 2 femenino           |
| Gaxiola Goerne Chico        | Atletismo    | Jabalina C3 femenino         |
| Eduardo Monsalvo            | Atletismo    | 400 m 1C masculino           |
| Eduardo Monsalvo            | Atletismo    | Maratón 1C masculino         |
| Jorge Luna                  | Atletismo    | 100 m 2 masculino            |
| A. Pérez                    | Atletismo    | Pentatlón 6 masculino        |
| Víctor Valdez               | Halterofilia | –95 kg paraplejia masculino  |
| Rolando Vázquez             | Lucha        | –62 kg masculino             |